# Chuzhaya Belaya i Ryaboi
Chuzhaya Belaya i Ryaboi é um filme de drama soviético de 1986 dirigido e escrito por Sergei Solovyov. Foi selecionado como representante da União Soviética à edição do Oscar 1987, organizada pela Academia de Artes e Ciências Cinematográficas.

## Elenco
- Vyacheslav Ilyushchenko - Ivan Naydenov "Gray"
- Aleksandr Bashirov - "Freak"
- Andrei Bitov - Pyotr Petrovich Startsev "Pepe"
- Arkady Vysotsky - irmão de "Duffer"
- Ilya Ivanov - Benjamin Jousse